# Équipe cycliste Aisan Racing
L'équipe cycliste Aisan Racing (officiellement Aisan Racing Team) est une équipe cycliste japonaise participant aux circuits continentaux de cyclisme et en particulier l'UCI Asia Tour.

## Principales victoires

### Courses par étapes
- Tour de Hokkaido : 2006 (Taiji Nishitani)
- Tour d'Okinawa : 2011 (Kazuhiro Mori)
- Tour de Thaïlande : 2014 (Yasuharu Nakajima)

### Championnats nationaux
- Championnats du Japon sur route : 3
  - Course en ligne : 2009 (Taiji Nishitani), 2021 (Keigo Kusaba)
  - Contre-la-montre : 2009 (Kazuhiro Mori)

## Classements UCI
L'équipe participe aux épreuves des circuits continentaux et en particulier de l'UCI Asia Tour. Les tableaux ci-dessous présentent les classements de l'équipe sur les différents circuits, ainsi que son meilleur coureur au classement individuel.
UCI Asia Tour
| UCI Asia Tour | UCI Asia Tour          | UCI Asia Tour                             | UCI Asia Tour |
| Année         | Classement par équipes | Meilleur coureur au classement individuel |               |
| ------------- | ---------------------- | ----------------------------------------- | ------------- |
| 2009          | 6e                     | Taiji Nishitani (9e)                      |               |
| 2010          | 14e                    | Taiji Nishitani (38e)                     |               |
| 2011          | 6e                     | Taiji Nishitani (16e)                     |               |
| 2012          | 6e                     | Taiji Nishitani (5e)                      |               |
| 2013          | 18e                    | Taiji Nishitani (41e)                     |               |
| 2014          | 22e                    | Yasuharu Nakajima (50e)                   |               |
| 2015          | 33e                    | Yasuharu Nakajima (47e)                   |               |
| 2016          | 45e                    | Masakazu Ito (196e)                       |               |
| 2017          | 26e                    | Hayato Okamoto (82e)                      |               |
| 2018          | 56e                    | Hayato Okamoto (281e)                     |               |
| 2019          | 17e                    | Keigo Kusaba (117e)                       |               |
| 2020          | 14e                    | Masakazu Ito (31e)                        |               |
| 2021          | 7e                     | Keigo Kusaba (7e)                         |               |
| 2022          | 21e                    | Hayato Okamoto (44e)                      |               |
| 2023          | 23e                    | Masahiro Ishigami (52e)                   |               |
|               |                        |                                           |               |
| Source : UCI  |                        |                                           |               |

UCI Europe Tour
| UCI Europe Tour | UCI Europe Tour        | UCI Europe Tour                           | UCI Europe Tour |
| Année           | Classement par équipes | Meilleur coureur au classement individuel |                 |
| --------------- | ---------------------- | ----------------------------------------- | --------------- |
| 2019            | -                      | Damien Monier (1346e)                     |                 |
|                 |                        |                                           |                 |
| Source : UCI    |                        |                                           |                 |

UCI Oceania Tour
| UCI Oceania Tour | UCI Oceania Tour       | UCI Oceania Tour                          | UCI Oceania Tour |
| Année            | Classement par équipes | Meilleur coureur au classement individuel |                  |
| ---------------- | ---------------------- | ----------------------------------------- | ---------------- |
| 2019             | -                      | Jason Christie (14e)                      |                  |
| 2020             | -                      | Jason Christie (62e)                      |                  |
|                  |                        |                                           |                  |
| Source : UCI     |                        |                                           |                  |

L'équipe est également classée au Classement mondial UCI qui prend en compte toutes les épreuves UCI et concerne toutes les équipes UCI.
| Classement mondial | Classement mondial     | Classement mondial                        | Classement mondial |
| Année              | Classement par équipes | Meilleur coureur au classement individuel |                    |
| ------------------ | ---------------------- | ----------------------------------------- | ------------------ |
| 2016               | -                      | Masakazu Ito (1247e)                      |                    |
| 2017               | -                      | Hayato Okamoto (772e)                     |                    |
| 2018               | -                      | Hayato Okamoto (1640e)                    |                    |
| 2019               | 118e                   | Jason Christie (317e)                     |                    |
| 2020               | 133e                   | Masakazu Ito (723e)                       |                    |
| 2021               | 111e                   | Keigo Kusaba (556e)                       |                    |
| 2022               | 142e                   | Hayato Okamoto (809e)                     |                    |
| 2023               | 142e                   | Masahiro Ishigami (825e)                  |                    |
| 2024               | 151e                   | Masahiro Ishigami (1026e)                 |                    |
|                    |                        |                                           |                    |
| Source : UCI       |                        |                                           |                    |

## Saisons précédentes

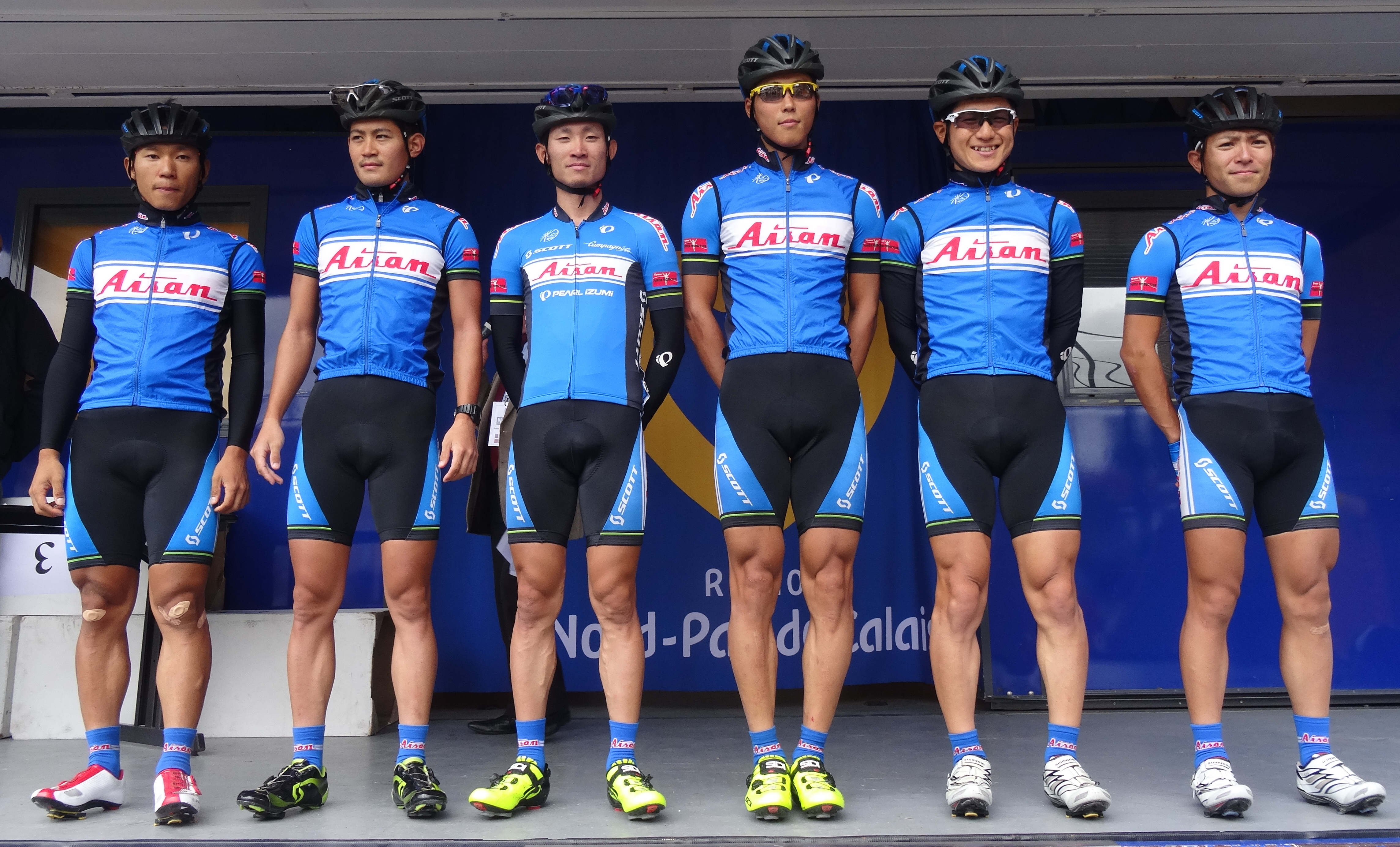
Six coureurs à la Ronde pévéloise 2014.

Quelques coureurs
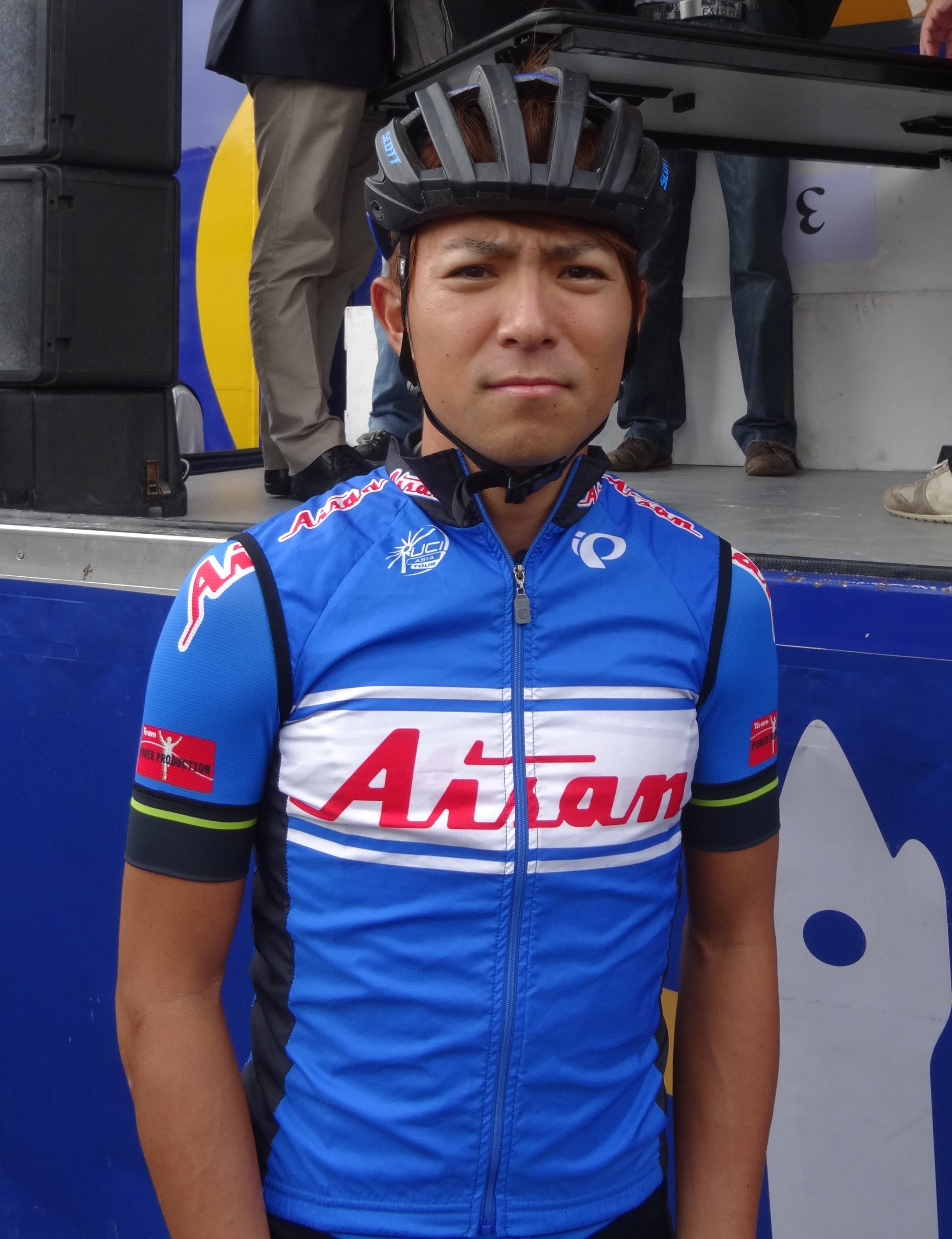
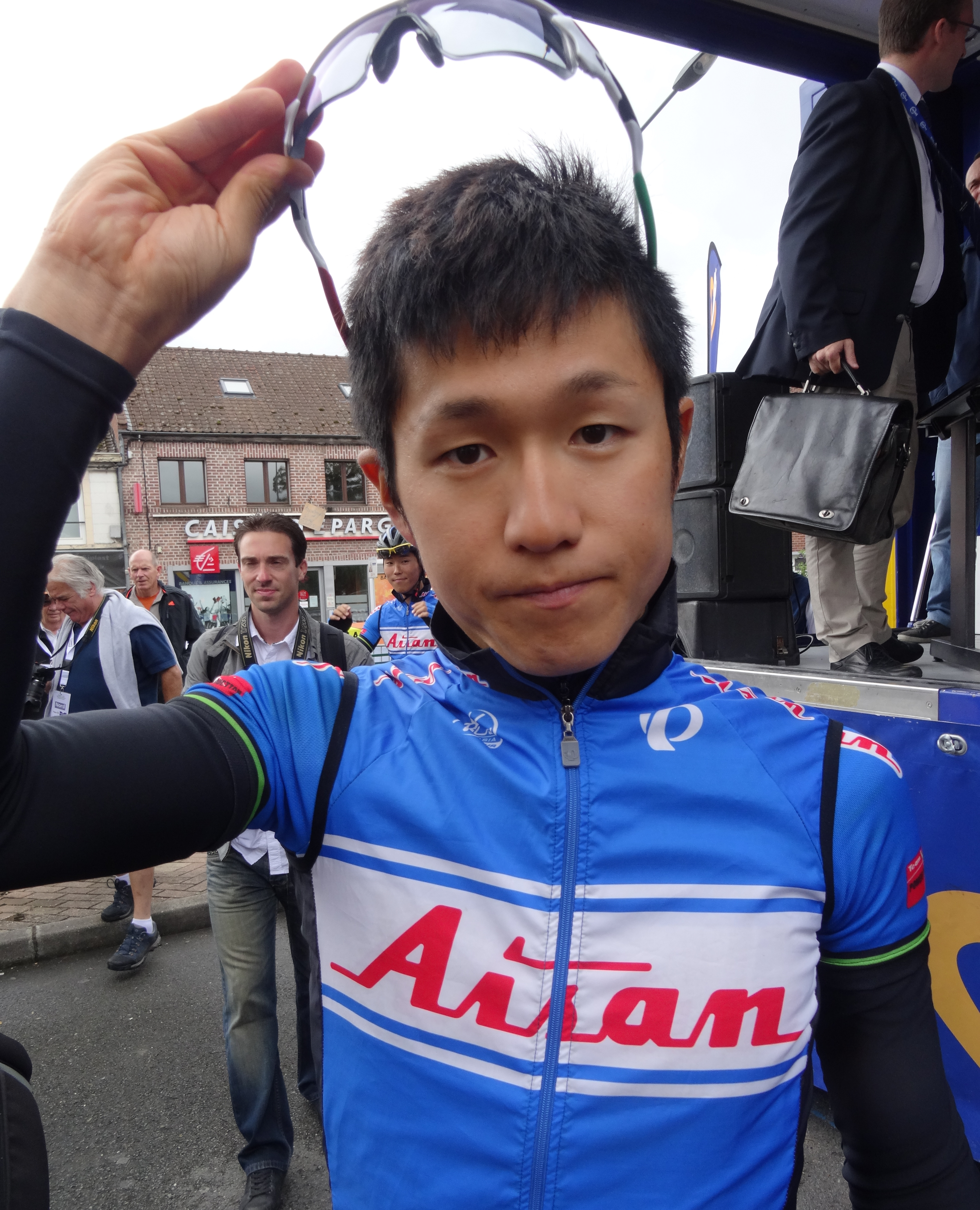
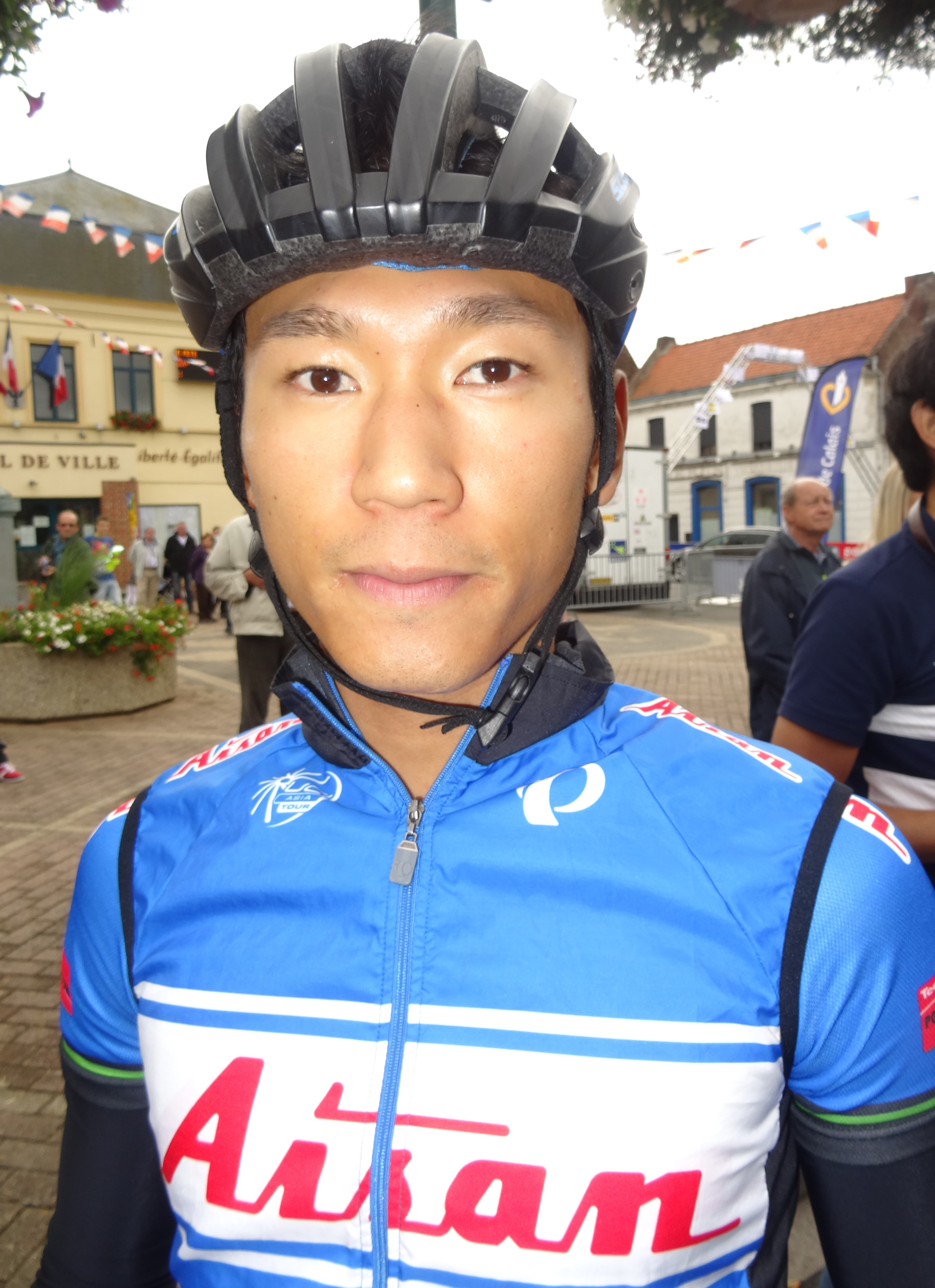
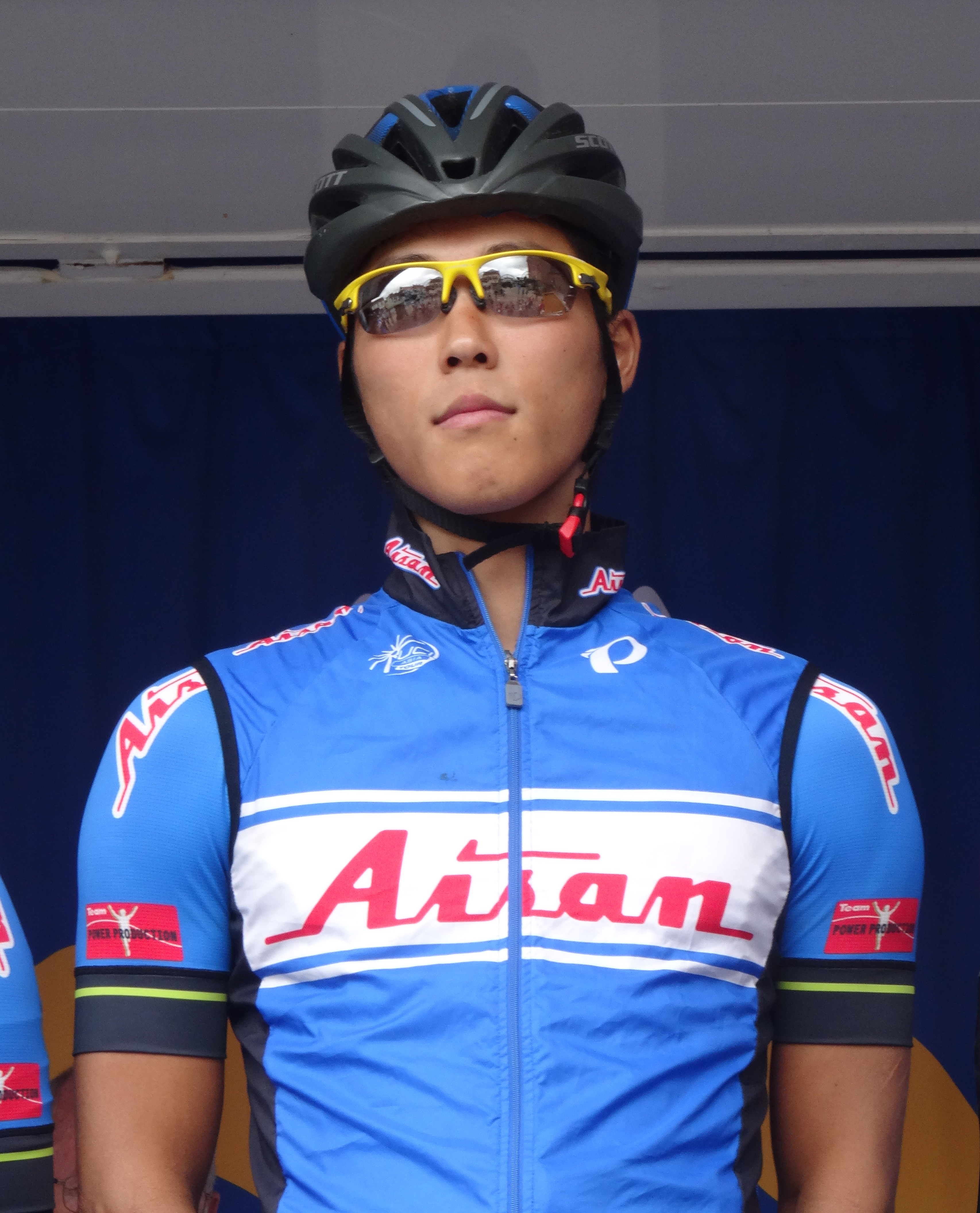
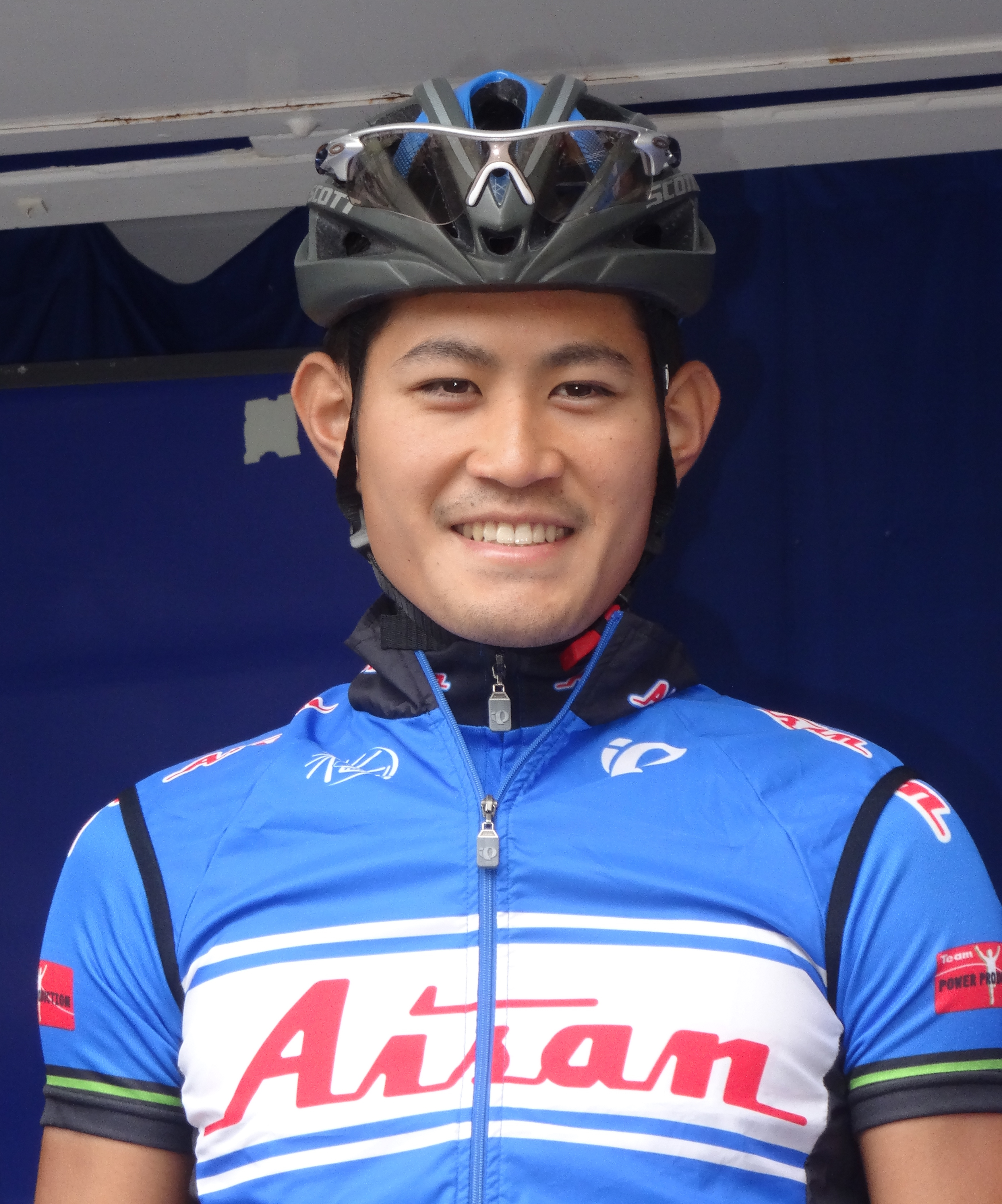

## Aisan Racing Team en 2022
| Cycliste         | Date de naissance | Nationalité | Équipe 2021       |  |
| ---------------- | ----------------- | ----------- | ----------------- |  |
| Keigo Kusaba     | 8 septembre 1996  | Japon       | Aisan Racing Team |  |
| Damien Monier    | 27 août 1982      | France      | Aisan Racing Team |  |
| Ken Nakagawa     | 22 septembre 1997 | Japon       | Aisan Racing Team |  |
| Hayato Okamoto   | 1er juin 1995     | Japon       | Aisan Racing Team |  |
| Ken Sato         | 19 novembre 1999  | Japon       |                   |  |
| Yuzuru Suzuki    | 6 novembre 1985   | Japon       | Aisan Racing Team |  |
| Hayato Tobaru    | 26 juin 1997      | Japon       | Aisan Racing Team |  |
| Ayumu Watanabe   | 8 mars 1998       | Japon       | Aisan Racing Team |  |
| Shotaro Watanabe | 29 août 1994      | Japon       | Nasu Blasen       |  |
| Kentaro Yamamoto | 3 février 1997    | Japon       |                   |  |